# Sheshonq V
Aajeperra Sheshonq, Sheshonq V, o Sesonquis V, faraón de la dinastía XXII de Egipto, monarca de Leontópolis entre 767 y 730 a. C. durante el Tercer periodo intermedio de Egipto.

## Biografía
Hijo y sucesor de Pamiy, como se describe en la estela del Serapeum de Saqqara, fechada en el 9.º año de su reinado. Se casó con Tadibastet II y tuvo un hijo: Osorkon IV.
Bajo este monarca, el poder real sigue debilitándose. El rey sólo controla una zona del norte del país. En 747 a. C. se constituyen tres nuevos reinos, además del de Leontópolis: en Heracleópolis, Hermópolis y Licópolis (Asiut).
Los Kushitas prosiguen su campaña y ocupan Tebas.
A su muerte, le sucede su hijo Osorkon IV.

## Testimonios de su época
Sheshonq V erige un bello monumento en Tanis, dedicado a la tríada Tebana.
Objetos
- Estela fechada en el 22.º año del rey (Museo Petrie, UC14534)
- Estelas del Serapeum de Saqqara, en el Louvre.

## Titulatura
| Titulatura | Jeroglífico | Transliteración (transcripción) - traducción - (referencias) |

| G5 |

| G5 |

| E2 · D40 | F12 | F9 | N28 | G17 | R19 |

| E2 · D40 | F12 | F9 | N28 | G17 | R19 |

| E2 · D40 | F12 | F9 | N28 | G17 | R19 |

| E2 · D40 | F12 | F9 | N28 | G17 | R19 |

| G5 |

| G5 |

| E2 · D40 | F12 | F9 | N28 | G17 | R19 |

| E2 · D40 | F12 | F9 | N28 | G17 | R19 |

| E2 · D40 | F12 | F9 | N28 | G17 | R19 |

| E2 · D40 | F12 | F9 | N28 | G17 | R19 |

| G16 |

| G16 |

| F12 | F9 |

| F12 | F9 |

| G16 |

| G16 |

| F12 | F9 |

| F12 | F9 |

| G8 |

| G8 |

| F12 | F9 |

| F12 | F9 |

| G8 |

| G8 |

| F12 | F9 |

| F12 | F9 |

| N5 | O29V | L1 |

| N5 | O29V | L1 |

| N5 | O29V | L1 |

| N5 | O29V | L1 |

| N5 | O29V | L1 |

| N5 | O29V | L1 |

| N5 | O29V | L1 |

| N5 | O29V | L1 |

| N5 | O29V | L1 |

| N5 | O29V | L1 |

| N5 | O29V | L1 |

| N5 | O29V | L1 |

| N5 | O29V | L1 |

| N5 | O29V | L1 |

| N5 | O29V | L1 |

| N5 | O29V | L1 |

| M8 · M8 | N29 |

| M8 · M8 | N29 |

| M8 · M8 | N29 |

| M8 · M8 | N29 |

| M8 · M8 | N29 |

| M8 · M8 | N29 |

| M8 · M8 | N29 |

| M8 · M8 | N29 |

| M8 · M8 | N29 |

| M8 · M8 | N29 |

| M8 · M8 | N29 |

| M8 · M8 | N29 |

| M8 · M8 | N29 |

| M8 · M8 | N29 |

| M8 · M8 | N29 |

| M8 · M8 | N29 |

| i | mn · n · N36 | M8 · M8 | N35 · N29 · H8 | W2 |

| i | mn · n · N36 | M8 · M8 | N35 · N29 · H8 | W2 |

| i | mn · n · N36 | M8 · M8 | N35 · N29 · H8 | W2 |

| i | mn · n · N36 | M8 · M8 | N35 · N29 · H8 | W2 |

| i | mn · n · N36 | M8 · M8 | N35 · N29 · H8 | W2 |

| i | mn · n · N36 | M8 · M8 | N35 · N29 · H8 | W2 |

| i | mn · n · N36 | M8 · M8 | N35 · N29 · H8 | W2 |

| i | mn · n · N36 | M8 · M8 | N35 · N29 · H8 | W2 |

| i | mn · n · N36 | M8 · M8 | N35 · N29 · H8 | W2 |

| i | mn · n · N36 | M8 · M8 | N35 · N29 · H8 | W2 |

| i | mn · n · N36 | M8 · M8 | N35 · N29 · H8 | W2 |

| i | mn · n · N36 | M8 · M8 | N35 · N29 · H8 | W2 |

| i | mn · n · N36 | M8 · M8 | N35 · N29 · H8 | W2 |

| i | mn · n · N36 | M8 · M8 | N35 · N29 · H8 | W2 |

| i | mn · n · N36 | M8 · M8 | N35 · N29 · H8 | W2 |

| i | mn · n · N36 | M8 · M8 | N35 · N29 · H8 | W2 |

| i | mn · n · N36 | M8 · M8 | N35 · N29 · H8 | W2 | R8 | S38 | R19 |

| i | mn · n · N36 | M8 · M8 | N35 · N29 · H8 | W2 | R8 | S38 | R19 |

| i | mn · n · N36 | M8 · M8 | N35 · N29 · H8 | W2 | R8 | S38 | R19 |

| i | mn · n · N36 | M8 · M8 | N35 · N29 · H8 | W2 | R8 | S38 | R19 |

| i | mn · n · N36 | M8 · M8 | N35 · N29 · H8 | W2 | R8 | S38 | R19 |

| i | mn · n · N36 | M8 · M8 | N35 · N29 · H8 | W2 | R8 | S38 | R19 |

| i | mn · n · N36 | M8 · M8 | N35 · N29 · H8 | W2 | R8 | S38 | R19 |

| i | mn · n · N36 | M8 · M8 | N35 · N29 · H8 | W2 | R8 | S38 | R19 |

| i | mn · n · N36 | M8 · M8 | N35 · N29 · H8 | W2 | R8 | S38 | R19 |

| i | mn · n · N36 | M8 · M8 | N35 · N29 · H8 | W2 | R8 | S38 | R19 |

| i | mn · n · N36 | M8 · M8 | N35 · N29 · H8 | W2 | R8 | S38 | R19 |

| i | mn · n · N36 | M8 · M8 | N35 · N29 · H8 | W2 | R8 | S38 | R19 |

| i | mn · n · N36 | M8 · M8 | N35 · N29 · H8 | W2 | R8 | S38 | R19 |

| i | mn · n · N36 | M8 · M8 | N35 · N29 · H8 | W2 | R8 | S38 | R19 |

| i | mn · n · N36 | M8 · M8 | N35 · N29 · H8 | W2 | R8 | S38 | R19 |

| i | mn · n · N36 | M8 · M8 | N35 · N29 · H8 | W2 | R8 | S38 | R19 |